# 물총새 (고흐)
《물총새》(영어: The Kingfisher)는 네덜란드의 화가 빈센트 반 고흐가 캔버스에 그린 유화이며 1886년 7월부터 12월까지 프랑스 파리에서 그려졌다. 현재는 네덜란드 암스테르담의 반 고흐 미술관에 소장되어 있다.
이 작품은 습지에 있는 강 물총새를 묘사했다. 작품 속 물총새는 오른쪽을 바라보고 있으며 왼쪽 하단에는 붉은 글씨로 "빈센트"라고 서명이 적혀 있다.

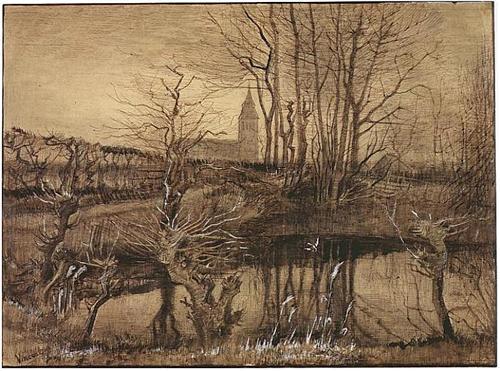
빈센트 반 고흐가 1884년에 그린 《물총새》 초기 버전 그림